# Nevado Verónica

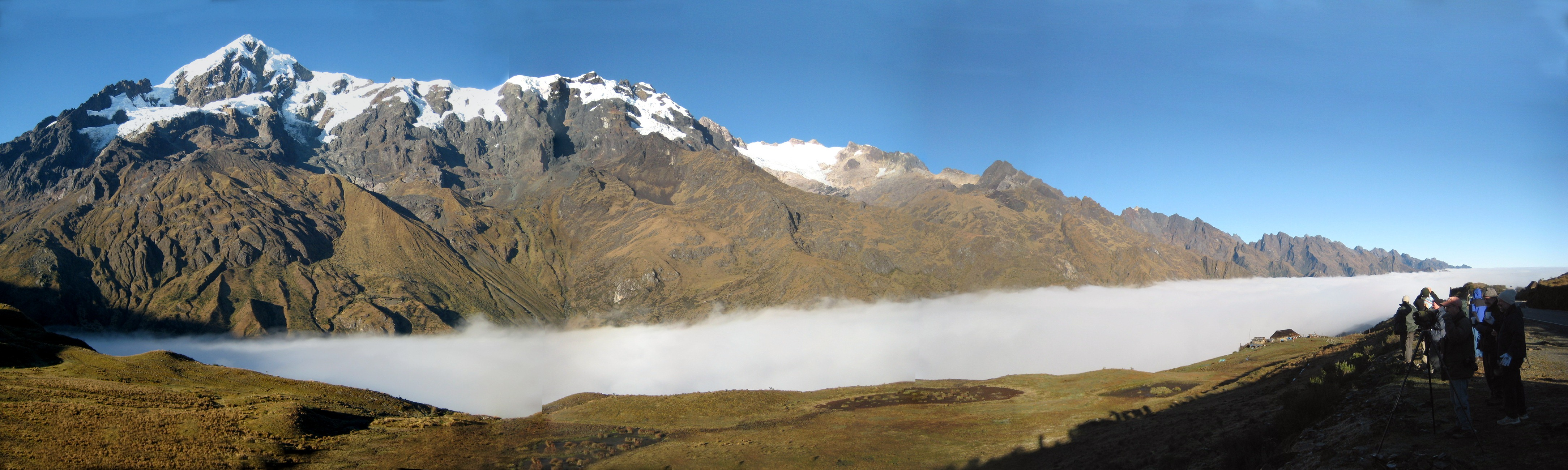
Foto panorámica del nevado.

El nevado Verónica, también conocido como Huacayhuilque (en quechua: Waqaywillki), es una montaña en el Sureste del Perú situada en el departamento de Cuzco. Con sus 5.792 m de altitud, es una de las principales elevaciones de la cordillera Urubamba, una cadena montañosa que forma parte del conjunto de la cordillera Oriental de los Andes peruanos. La Montaña tiene una longitud aproximada de 10 km. En dirección aproximada este-oeste y ancho de 2 km. Aquí se han desarrollado glaciares de montaña cuya altura mínima de nieves es en promedio los 4600 m s. n. m. Este nevado se caracteriza por tener una topografía muy agreste con pendientes fuertes a muy fuertes que pasan de los 40 grados, que lo hace propenso a desarrollar aludes.
En 2005, un alud o avalancha producto de un desprendimiento de hielo y rocas del nevado Verónica se convirtió, aguas abajo, en la quebrada Runtumayo en un flujo de detritos (aluvión) que al llegar al río Urubamba represó parcialmente sus aguas, afectando unos 400 metros de la línea del ferrocarril así como terrenos agrícolas, sistemas de riego y agua potable, sin registrarse víctimas en el incidente.

## Ubicación
El Nevado Verónica se encuentra a unos 50 kilómetros de la ciudad del Cuzco en la línea de cumbres que actúa como límite natural entre las provincias de Urubamba y La Convención. Se levanta justo al noroeste de Ollantaytambo, principal poblado del valle del río Urubamba, que es fácilmente accesible por carretera o tren, luego para llegar al nevado se sube hacia el Abra Málaga en la carretera que lleva a San Teresa y Quillabamba. La abrupta vertiente suroeste del nevado es reconocible desde el Camino del Inca e incluso desde las ventanas del tren que une Cusco con Machu Picchu.

## Ascensiones históricas
El Nevado Verónica fue escalado por primera vez en 1956, por un equipo de alpinistas constituido por el francés Lionel Terray,  los neerlandeses Geoffrey Egeler y Tom de Booy, junto con el suizo Raymond Jenny y el peruano Eliseo Vargas, quienes lo hicieron por el costado norte de la montaña. Posteriormente en 1974, el británico Richard Toon y el estadounidense Tom Hendrickson registraron la escalada por el costado sur del nevado. La primera ascensión absolutamente peruana a la cumbre fue recién en el año 2009, por los cusqueños Alfredo Zúñiga y Jorge Sirvas, ambos del Club de Andinismo del Cusco, quienes después de tres días de ascensión, abrieron una variante a la ruta original de Terray. 